# Isla Traill
La isla Traill (en danés: Traill Ø) es una gran isla ribereña localizada en aguas del mar de Groenlandia, frente a la costa nororiental de Groenlandia. Tiene una superficie de 3 452 km², que la convierten en la cuarta isla mayor de Groenlandia —después de la propia isla principal de Groenlandia, de la isla Disko y de la Tierra de Milne— y en la 152º del mundo. 

## Geografía

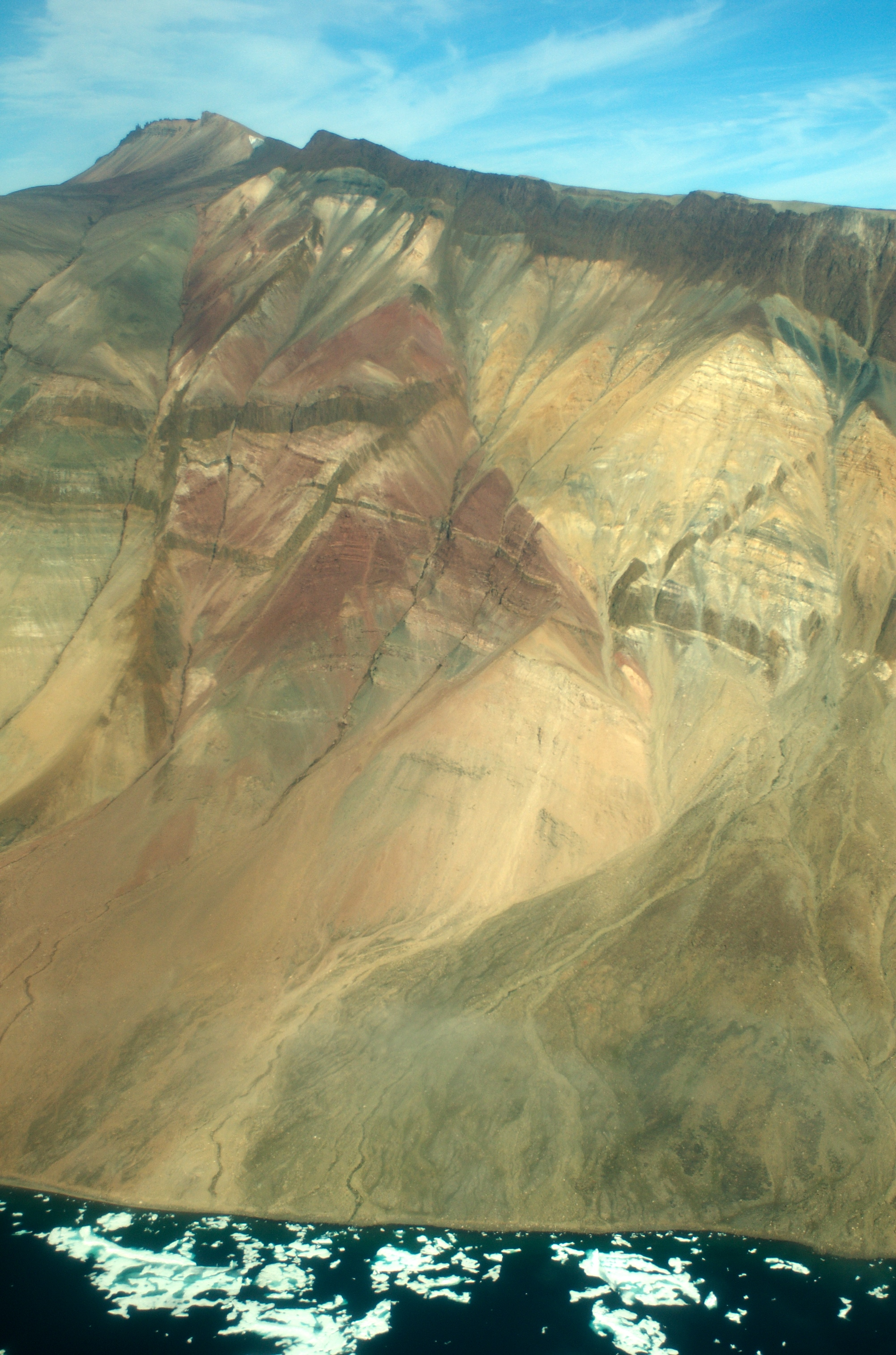
Falla gigante en la costa sur de la isla Traill.

La isla Traill se encuentra en la costa noreste de Groenlandia, de la que la separa, todo a lo largo de su costa occidental, el fiordo del rey Oscar (Kong Oscar), de varios kilómetros de anchura. Un entrante de mar más estrecho, el canal de Vega (Vega Sund) la separa al norte de la isla de la Sociedad Geográfica. Sólo la zona sureste está abierta al mar de Groenlandia (océano Ártico), sangrada por un gran fiordo, el fiordo Montnorris, que se adentra unos treinta kilómetros en el sur de la isla.
Con una superficie de 3 452 km², la isla Traill es la cuarta isla más grande de Groenlandia —después de la isla principal, de la isla Disko y de la Tierra de Milne. Con una longitud de unos 120 km en dirección noroeste-sureste y una anchura máxima de unos 50 km, culmina en un punto sin nombrar a 1 884 m.
La isla Traill es parte del parque nacional del noreste de Groenlandia (que comprende toda la parte nordeste de Groenlandia).

## Población
La isla  de Traill está deshabitada.

## Historia
La isla lleva el nombre del zoólogo escocés Thomas Stewart Traill (1781-1862).

## Documental
- Le Mystère des Lemmings, documental de Jérôme Roguez y Laurent Falquevert, 2007, se centra en la investigación sobre los lemmings de isla Traill de dos investigadores del Grupo de Investigación en la ecología del Ártico, Olivier Gilg y Brigitte Sabard.